# Sanok SN1
Sanok SN1 je typ dvounápravové obousměrné tramvaje, vyrobené pro polské město Krakov podniky Grazer Waggon- & Maschinen-Fabriks-Aktiengesellschaft vorm. Joh. Weitzer ve Štýrském Hradci a Galicyjskie Towarzystwo Budowy Wagonów i Maszyn v Sanoku. Tyto vozy, vyráběné v letech 1912–1936, zahajovaly provoz tramvajových trati s normálním rozchodem v Krakově. Společně s nimi byly vyrobeny vlečné vozy typu PN1.

## Konstrukce
Skříň vozu byla dřevěná, vně oplechovaná. Vstup na uzavřené plošiny byl zajištěn posuvnými dvojdílnými dveřmi. Prostor pro cestující byl od plošin oddělen přepážkami s posuvnými dveřmi. Odběr proudu byl zajištěn pomocí lyrového sběrače. Skříň spočívala na dvounápravovém podvozku. Pohon zajišťoval jeden stejnosměrný elektromotor. Čelní osvětlení bylo realizováno elektrickou lampou.

## Dodávky tramvají
V letech 1912–1936 bylo vyrobeno celkem 40 vozů tohoto typu.
| Současný stát | Město  | Článek | Roky dodávek | Počet vozů | Evidenční čísla při dodání | Poznámky | Zdroj |
| ------------- | ------ | ------ | ------------ | ---------- | -------------------------- | -------- | ----- |
| Polsko        | Krakov | článek | 1912–1936    | 40         | 31–70                      |          |       |

## Historické vozy
| Původní provoz | Evidenční číslo | Současný majitel | Rok výroby | Historický od roku | Poznámky                                     | Zdroj |
| -------------- | --------------- | ---------------- | ---------- | ------------------ | -------------------------------------------- | ----- |
| Krakov         | 37              |                  | –          | 1995               | Postaven z částí tří původních tramvají SN1. | [ 2 ] |